# Tập truyện của ông Ivan Petrovich Belkin quá cố
Những câu chuyện của ông Belkin (tiếng Nga: Повести Белкина), hay Tập truyện của ông Ivan Petrovich Belkin quá cố (tiếng Nga: Повести покойного Ивана Петровича Белкина) là một tuyển tập bao gồm 5 truyện ngắn của đại thi hào Aleksandr Sergeyevich Pushkin, ra đời năm 1830.

## Lịch sử
Trong lời mở đầu, tác giả đã mượn danh nhà xuất bản để nói về xuất xứ của tác phẩm và quả quyết rằng đây không phải tập truyện do mình viết mà là những di cảo của một nhà quý tộc tên là Ivan Petrovich Belkin nào đó đã mất.
Ngay từ thuở nhỏ, Pushkin đã luôn luôn tỏ ra thích thú với những bài ca và các câu chuyện kể của những người nông dân mù chữ. Nhà thơ cũng có một cái tai rất thính để nhận định được sự kỳ diệu trong các đoản khúc dân ca. Tập truyện của ông Ivan Petrovich Belkin quá cố (xuất bản vào năm 1831, nhưng không đề tên tác giả) là tác phẩm văn xuôi đầu tiên trong sự nghiệp sáng tác của Aleksandr Sergeyevich Pushkin, được hoàn thành trong thời gian tác giả ở tại làng Boldino (mùa thu - 1830). Tác phẩm độc đáo này bao gồm năm mẩu truyện: Phát súng, Bão tuyết, Ông chủ hiệu đám ma, Người coi trạm, và Cô tiểu thư nông dân, là kết quả của đặc tính say mê những câu chuyện kể trong con người Pushkin.
Những câu chuyện do một vị quý tộc lui về sống trong vùng đồng quê, tên gọi Ivan Petrovich Belkin ghi lại từ những mẩu truyện rời từ những người kể khác nhau, được Pushkin thuật lại bằng một giọng đơn giản, trong đó không có các vấn đề thuộc về tâm lý, không có những miêu tả và không cả điều gì có tính chất đáng lưu tâm hay quan trọng. Chúng hoàn toàn bình dị, trong sáng, xuất khởi từ các câu chuyện vặt trong dân gian nhưng được đưa lên hàng nghệ thuật tuyệt mĩ bởi tài năng của một nghệ sĩ bậc thầy. Những câu chuyện kể, cho dù không là tác phẩm hay nhất thì cũng đã chứa chất được rất nhiều nét đặc biệt của Pushkin.

## Nội dung
1. Phát súng
2. Bão tuyết
3. Ông chủ hiệu đám ma
4. Người coi trạm
5. Cô tiểu thư nông dân